# Alascospora
Alascospora is een monotypisch geslacht van schimmels uit de klasse Dothideomycetes. Het bevat alleen Alascospora evergladensis. 